# Arbas Sumu
Arbas Sumu (kinesiska: 阿尔巴斯, 阿尔巴斯苏木) är en socken i Kina. Den ligger i den autonoma regionen Inre Mongoliet, i den norra delen av landet, omkring 410 kilometer väster om regionhuvudstaden Hohhot. Antalet invånare är 7174. Befolkningen består av 3 422 kvinnor och 3 752 män. Barn under 15 år utgör 13,0 %, vuxna 15-64 år 80 %, och äldre över 65 år 5,0 %.
Genomsnittlig årsnederbörd är 306 millimeter. Den regnigaste månaden är juli, med i genomsnitt 84 mm nederbörd, och den torraste är januari, med 2 mm nederbörd.